# Bataille de Byram's Ford
Guerre de Sécession
Batailles
Expédition de Price au Missouri
- Fort Davidson
- 4e Boonville
- Glasgow
- Lexington
- Little Blue River
- 2e Independence
- Byram's Ford
- Westport
- Marais des Cygnes
- Mine Creek
- Marmiton River
- 2e Newtonia

La bataille de Byram's Ford est un engagement mineur de la guerre de Sécession, composé de deux escarmouches les 22 et 23 octobre 1864, dans le comté de Jackson, au Missouri. Elle fait partie de la bataille de Westport plus grande, qui aboutit finalement à une victoire de l'Union et à la fin de toutes les grandes opérations confédérées dans le Missouri.
Cette bataille est aussi parfois appelée la « bataille de la Big Blue River ».

## Contexte
L'armée du Missouri confédérée du major général Sterling Price s'est dirigée vers l'ouest en direction de Kansas City et de fort Leavenworth, en espérant capturer le Missouri pour le Sud et avoir une influence négative les chances de réélection d'Abraham Lincoln en 1864. L'armée des confins du major général Samuel R. Curtis, dans et autour de Westport, bloque le chemin des Confédérés à l'ouest, tandis que la division provisoire de cavalerie du major général Alfred Pleasonton presse les arrières de Price. Price a près de 500 wagons avec lui, et a besoin d'un bon gué sur la rivière Blue pour faciliter le passage de ses fournitures. Byram's Ford est le meilleur passage dans la région, et sera à l'évidence un point d'une grande importance stratégique au cours de la bataille imminente de Westport.

## Premier engagement, le 22 octobre

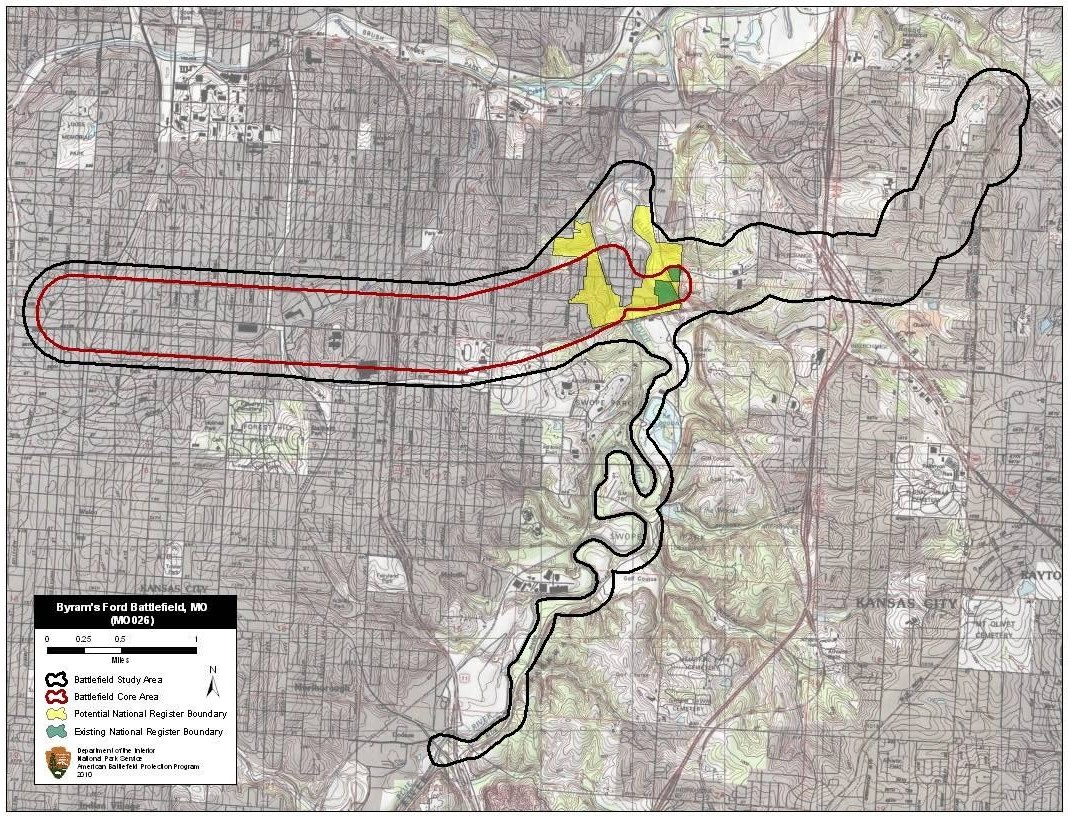
Carte du champ de bataille de Byram's Ford et des zones d'étude par le programme de protection des champs de bataille américains.

Le 22 octobre, la division du major général James G. Blunt tient une position défensive sur la rive ouest de la rivière Big Blue. Vers 10 heures du matin, une partie de la division confédérée du brigadier général Joseph O. Shelby mène une attaque frontale contre les hommes de Blunt. Cette attaque est une ruse, parce que le reste des hommes de Shelby flanquent les défenses hâtivement construites de Blunt, forçant les fédéraux à retraiter sur Westport. Le train de wagons de Price, traverse alors la rivière Big Blue à Byram's Ford et se dirige vers le sud jusqu'au village de Little Santa Fe et la sécurité.

## Deuxième engagement, le 23 octobre
La bataille de Westport commence sérieusement le matin du 23 octobre. La cavalerie de Pleasonton est sur les talons de l'armée de Price, après avoir engagé son arrière-garde dans les environs d'Independence la veille. La division confédérée du brigadier général John S. Marmaduke qui a stoppé Pleasonton juste à l'ouest d'Independence, tient maintenant la rive ouest de la Big Blue à Byram's Ford pour protéger les arrières de Price d'une attaque de l'Union.
Pleasonton commence son assaut sur Byram's Ford vers 8 heures du matin. Initialement, les confédérés résistent. Un des commandants de brigade de l'Union, le brigadier général Egbert B. Brown, stoppe son attaque et est placé aux arrêts par Pleasonton pour avoir désobéi à des ordres. Un autre des commandants de brigade de Pleasonton, le colonel Edward F. Winslow, est blessé et remplacé par le lieutenant-colonel Frederick Benteen, qui, plus tard, trouvera la gloire à la bataille de Little Bighorn. En dépit de ces revers, les troupes fédérales gagnent la rive ouest à 11 heures et Marmaduke retraite. Alors que la brigade de Brown (maintenant commandée par le colonel John F. Philips) passe à gué la rivière, elle se retrouve sous le feu nourri de l'artillerie confédérée. Une fois la traversée effectué, ils chargent Marmaduke à découvert ; au cours de cette charge, les troupes de l'Union du Missouri et de l'Arkansas se battent contre des Confédérés de ces deux mêmes États. Alors que Marmaduke rejoint Shelby et Fagan, Blunt martèle  les forces confédérés forces consolidées avec son propre canon, complétant la victoire de Pleasonton à Byram's Ford et contribuant de manière significative au plus grand triomphe de Curtis à Westport.

## Conséquences

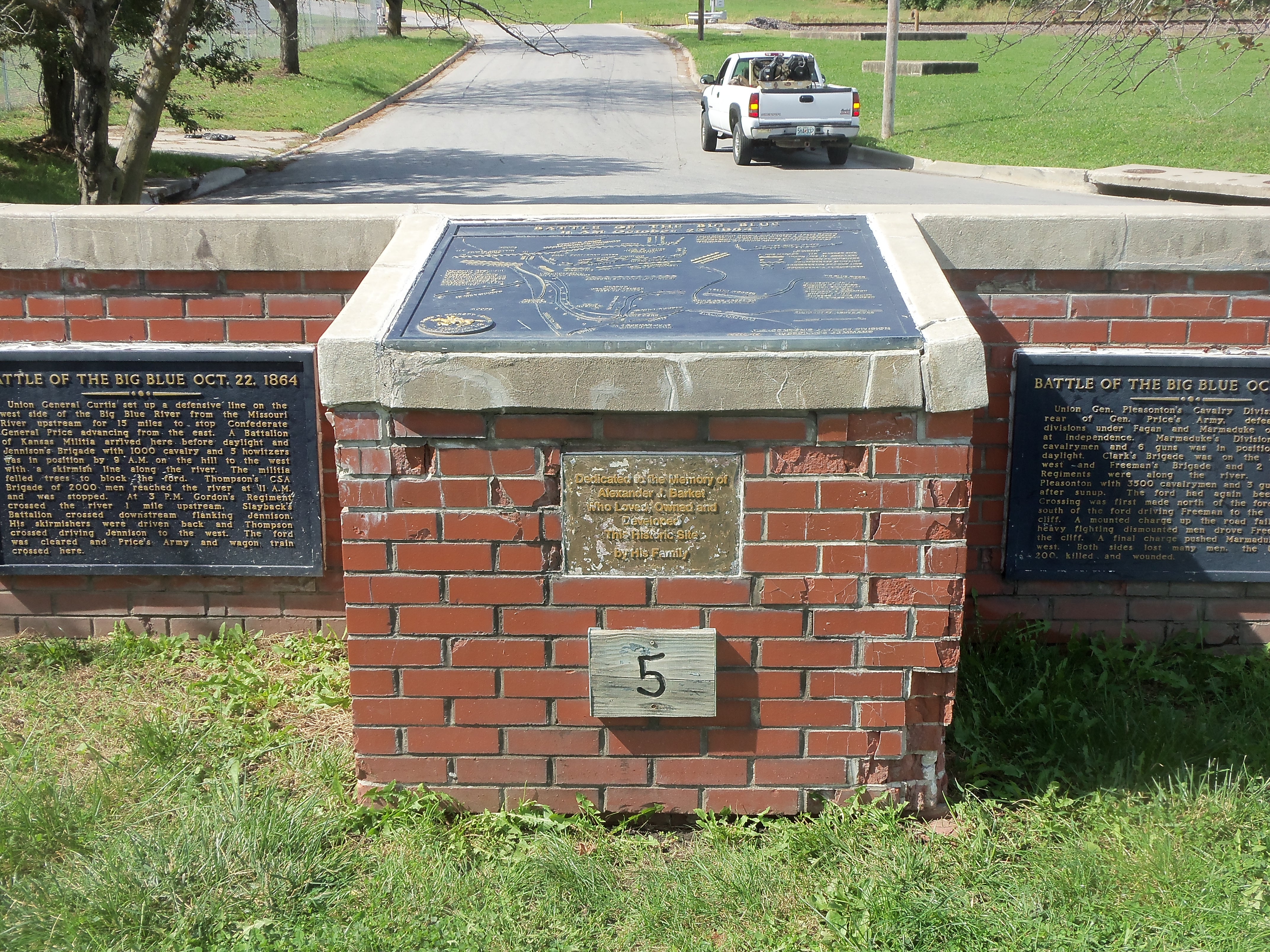
Registre National des lieux historiques de Kansas City au Missouri

Avec Pleasonton maintenant de l'autre côté de la rivière, il est maintenant une menace supplémentaire pour Price, qui est fortement engagé par la principale force de Curtis à Westport. Vaincu par Curtis là et menacé par Pleasonton et une brigade fédérale de plus sous le commandement de John McNeil, Price doit abandonner sa campagne du Missouri et se replier vers le sud. Cela mit fin à la dernière grande opération militaire confédérée à l'ouest du fleuve Mississippi, et termine la dernière grande menace sudiste dans un État du Nord.

## Préservation du champ de bataille
Le Civil War Trust, ses membres et ses partenaires ont acquis et conservé 39 acres du champ de bataille de Byram's Ford jusqu'en 2017.